# Jo van Marle

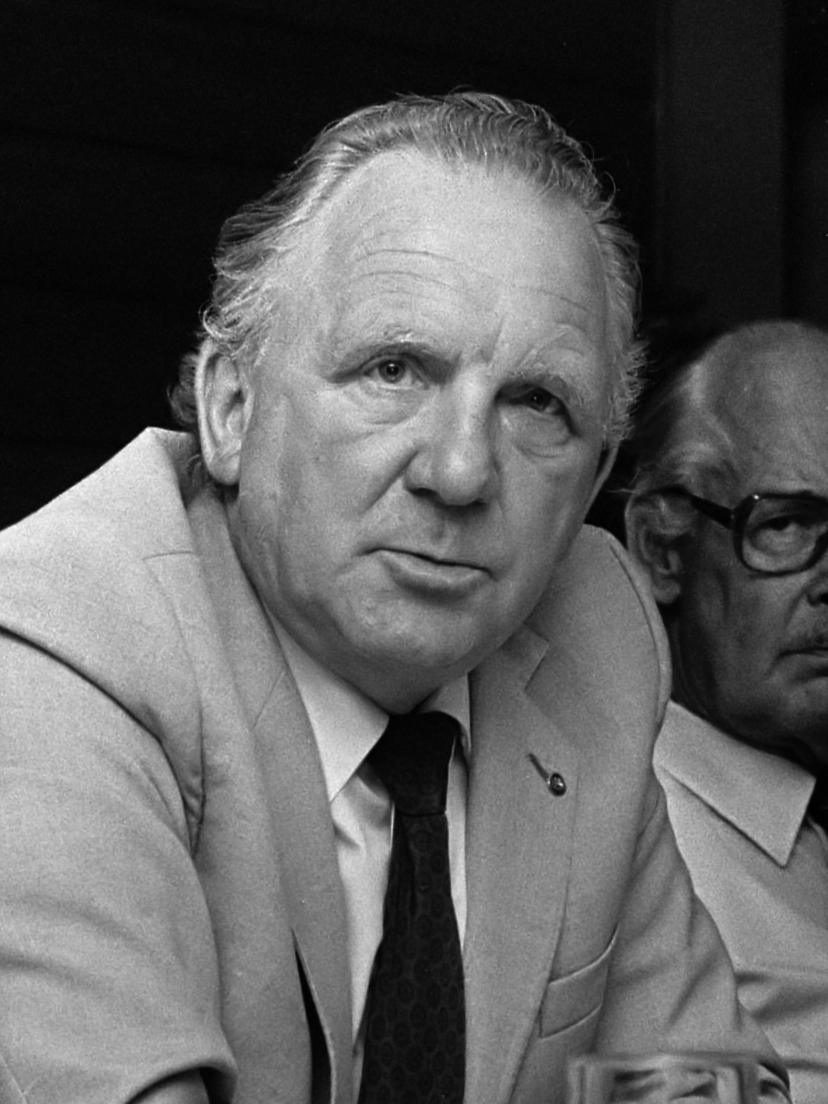
Jo van Marle (1984)

Johan Wilhelmus "Jo" van Marle (Zwolle, 21 december 1924 – Zwolle, 14 maart 1995) was een Nederlands sportbestuurder.

## Loopbaan
Van Marle voetbalde bij ZAC waarvan hij ook voorzitter werd. Hij doorliep diverse bestuursfuncties binnen de afdelingen van de Koninklijke Nederlandse Voetbalbond (KNVB) voor hij in 1980 tot bondsvoorzitter verkozen werd, als opvolger van Wim Meuleman. Hij was ook directeur van het Economisch Technologisch Instituut Overijssel. 
Tijdens Van Marles voorzitterschap vierde de KNVB in 1989 zijn 100-jarig bestaan. De festiviteiten werden echter afgelast na de SLM-ramp, waarbij onder andere 15 spelers van het Kleurrijk Elftal om het leven kwamen.
Hij bleef bondsvoorzitter tot in 1993 en was tevens penningmeester van de UEFA. Een van zijn belangrijkste verdiensten, samen met Michel D'Hooghe (voorzitter KBVB), was het binnenhalen van het Europees kampioenschap voetbal 2000. Bij zijn afscheid werd hij tot erelid gemaakt door de KNVB. Van 1985 tot 1995 was hij voorzitter van Euro-Sportring.
Jo van Marle overleed in 1995 op 70-jarige leeftijd.
Het gezamenlijke sportpark van ZAC en Zwolsche Boys is vernoemd naar Van Marle.